# Communauté de communes des Plaines du Porcien
Die Communauté de communes des Plaines du Porcien ist ein ehemaliger französischer Gemeindeverband (Communauté de communes) im Département Ardennes und der Region Champagne-Ardenne. Er wurde am 30. Dezember 1996 gegründet.
Mit Wirkung vom 1. Januar 2014 fusionierte der Gemeindeverband mit der 
- Communauté de communes de l’Asfeldois, der
- Communauté de communes du Junivillois und der
- Communauté de communes du Rethélois

und bildete so die neue Communauté de communes du Pays Rethélois.

## Ehemalige Mitgliedsgemeinden
1. Avançon
2. Banogne-Recouvrance
3. Château-Porcien
4. Condé-lès-Herpy
5. Écly
6. Hannogne-Saint-Rémy
7. Hauteville
8. Herpy-l’Arlésienne
9. Inaumont
10. Saint-Fergeux
11. Saint-Loup-en-Champagne
12. Saint-Quentin-le-Petit
13. Seraincourt
14. Sévigny-Waleppe
15. Son
16. Taizy